# Megalagrion mauka
Megalagrion mauka – gatunek ważki z rodziny łątkowatych (Coenagrionidae). Jest endemitem hawajskiej wyspy Kauaʻi.